# 鴻原春美
鴻原 春美（こおはら はるみ、1965年6月24日 - ）は、日本の元バドミントン選手。現姓：岩城。

## 来歴
大阪府大東市出身。中学校1年からバドミントンを開始し、四條畷学園中学校・高等学校在学時は、1980年、全国中学校選手権優勝、1982年度高校選抜において、女子シングルス3位、ダブルス優勝、1983年度、全国高校学校総合体育大会は女子シングル、ダブルス共に優勝。1984年3月、同中学・高校卒業後、同年4月、四條畷学園女子短期大学に進学。1984年、全日本学生バドミントン選手権大会シングルス優勝、1985年、同大会シングルス連覇、ダブルス優勝。
1986年1月、台北オープン女子ダブルス2位、3月、ヨネックス・ジャパンオープン3位、同月同短大卒業後、同年4月、三洋電機に入社。バドミントン部入部直後に、ケガのため右すねの骨の移植手術を受け、リハビリ等完全復帰までに2年半を要した。
1987年、全日本社会人選手権ダブルス2位、1988年、1989年、全日本総合選手権女子ダブルス3位。
1990年、尚美学園に移籍。1991年、全日本社会人バドミントン選手権大会にて女子シングルス2位、女子ダブルス優勝。
1992年バルセロナオリンピックの女子シングルスと女子ダブルスに出場し、シングルス、母校の後輩である、水井妃佐子と組んだダブルスでもベスト16と言う結果であった。オリンピック終了後、現役を引退し、古巣である三洋電機に戻り、ジュニアチームの指導に当たる。
後年、2004年から2015年迄、ガンバ大阪のトレーナーを務めていた、岩城孝次と結婚。3児を授かる。
2009年に鴻原の所属先であった三洋電機が夫の当時の所属チームのメインスポンサーであるパナソニックから、有効的TOBにより吸収合併され子会社となったが、資本関係変更後もジュニアチームで指導を担当。しかし、2012年12月28日にパナソニックがバドミントン部の活動を休止を発表し、2013年3月末付で解散。大阪府四條畷市に、ジュニアクラブである、田原スマッシュバドミントンクラブを立ち上げる。その他に、ヨネックスアドバイザリースタッフやオリンピアンズ協会、日本サッカー協会主催のスポーツこころのプロジェクト スポーツ笑顔の教室「夢の教室」夢先生、大阪市「夢・授業」のバドミントン講師等を務めている。

## 主な成績
| 年   | 大会                       | 種目           | 成績 | Name                  |
| ---- | -------------------------- | -------------- | ---- | --------------------- |
| 1989 | ジャパンオープン           | 女子シングルス | 5    | 鴻原春美              |
| 1989 | フランスオープン           | 女子シングルス | 9    | 鴻原春美              |
| 1989 | 世界バドミントン選手権大会 | 女子シングルス | 17   | 鴻原春美              |
| 1991 | 全英オープン               | 女子シングルス | 9    | 鴻原春美              |
| 1991 | 世界バドミントン選手権大会 | 女子シングルス | 33   | 鴻原春美              |
| 1992 | ジャパンオープン           | 女子シングルス | 5    | 鴻原春美              |
| 1992 | 韓国オープン               | 女子シングルス | 3    | 鴻原春美              |
| 1992 | カナダオープン             | 女子ダブルス   | 3    | 水井妃佐子 / 鴻原春美 |
| 1992 | カナダオープン             | 女子シングルス | 5    | 鴻原春美              |
| 1992 | バルセロナオリンピック     | 女子ダブルス   | 9    | 水井妃佐子 / 鴻原春美 |
| 1992 | バルセロナオリンピック     | 女子シングルス | 17   |                       |